# حکنوحجت
حکنوحجت (انگلیسی: Hekenuhedjet) یک ملکه همسر در مصر باستان در دوران حکمرانی دودمان چهارم مصر بود. وی همسر خفرع بود و تصویرش در مقبرهٔ پسرش که وزیر سخِم‌کارَع بود، ثبت شده است.
روی دیوار غربی تالار نیایش، حکنوحجت نشسته در پشت سر پسرش سخِم‌کارع دیده می‌شود. او کمی بزرگ‌تر از پسرش ترسیم شده و یکی از بازوهایش را به دور شانه‌های او انداخته است. در مقابل آن‌ها صحنه‌هایی از قایق‌ها به تصویر کشیده شده است. نوشته‌ها آسیب دیده‌اند، اما در آن‌ها از حکنوحجت به عنوان «محبوبهٔ بزرگ» و «کاهنه» یاد شده است. بخشی از عنوانی که عبارت «محبوب او» در آن دیده می‌شود، قابل خواندن است.
در صحنه‌ای دیگر در همان تالار، حکنوحجت و پسرش در برابر میزهای نذری نشسته‌اند. پسر او با عنوان‌هایی چون "پسر شاه از بدن خودش"، "مدیر کاخ"، "سرور اسرار اتاق توالت" و "دارای افتخار در حضور پدرش" معرفی شده است. عنوان‌های حکنوحجت نیز شامل "دارای افتخار"، "کسی که حوروس و ست را می‌بیند" و "کاهنهٔ [...]" هستند.

## لقب‌های رسمی
بر اساس گفتهٔ گراژتسکی، عنوان‌های حکنوحجت به شرح زیر بوده‌اند:
- بزرگ عصا (wr.t-ḥts)
- کسی که حوروس و ست را می‌بیند (m33.t-ḥrw-stš)
- همسر شاه (ḥm.t-nỉswt)
- همسر محبوب شاه (ḥm.t-nỉswt mrỉỉt=f)
- کاهنهٔ باپف (ḥm.t-nṯr b3-pf)